# Inanna
Inanna var gudinde for frugtbarhed, kærlighed og krig i sumerisk mytologi; hendes akkadiske navn var Ishtar. Hun blev især æret i Eannas tempelkompleks i byen Uruk. Inanna er forbundet med krig, aggression og ønsket om magt, såvel som fysisk kærlighed og erotisk tiltrækning.

## Mytologi
Myterne fremhæver ofte Inannas ophidsede natur og de alvorlige konsekvenser af hendes vrede og seksualitet. Navnet antages at betyde "Himmelens herskerinde". En af de mere berømte fortællinger handler om, at hun rejser ned i underverdenen og vender tilbage til livet for at redde sin elsker Dumuzi; en anden handler om, at gartneren Shukalletuda befrugter hende, mens hun ligger og sover.

### Inanna og Dumuzi
En myte om Inanna drejer sig om årstidernes komme. Hun gik hen til sin søster Ereshkigal, dronningen af dødsriget. På vejen dertil skulle hun passere syv porte, og ved hver port skulle hun tage et stykke tøj eller et smykke af. Da hun nåede frem til sin søster, var hun helt nøgen og magtesløs. Inannas søster ville beholde hende i dødsriget, men hun havde en betingelse for at lade Inanna komme tilbage til livet: en anden skulle erstatte hende i dødsriget. Inannas mand Dumuzi og hans søster Gesthinanna boede der i seks måneder hver, men fordi Inannas mand var vegetationens gud, døde alle planter, mens han var i dødsriget. Da han kom tilbage, begyndte alt at vokse igen, og det blev sommer.